# Miktoniscus morganensis
Miktoniscus morganensis är en kräftdjursart som beskrevs av Schultz 1976. Miktoniscus morganensis ingår i släktet Miktoniscus och familjen Trichoniscidae. Inga underarter finns listade i Catalogue of Life.